# Сонет 1

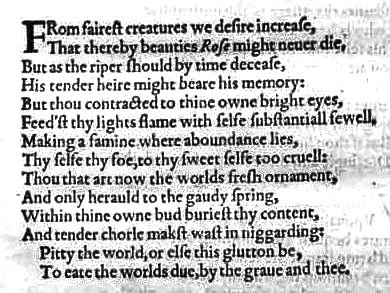
Сонет 1 в первом издании Shake-speares Sonnets (1609)

Сонет 1 — первый в серии 154 сонетов, написанных Уильямом Шекспиром и опубликованных в 1609 году. Сонеты опубликованы без авторизации автором, однако порядок их расположения с тех пор не изменялся, и цикл сонетов всегда начинается этим сонетом. Анализ сонетов в этом порядке позволяет открыть историю любовного треугольника, служащую подтекстом цикла. 
Сонет 1 является частью сонетов, посвященных другу (Fair Youth), в которых автор обращается к неназываемому молодому человеку (возлюбленному), в то время как более поздние сонеты отсылают к «тёмной леди» (The Dark Lady).
Личность возлюбленного друга остается загадкой, но большинство исследователей видит два основных варианта: Генри Ризли, 3-й граф Саутгемптон, и Уильям Герберт, 3-й граф Пембрук.